# Creste
Creste – miejscowość i gmina we Francji, w regionie Owernia-Rodan-Alpy, w departamencie Puy-de-Dôme. W 2016 roku populacja ówczesnej gminy wynosiła 50 mieszkańców. 
Dnia 1 stycznia 2019 roku połączono dwie wcześniejsze gminy: Creste oraz Saint-Diéry. Siedzibą gminy została miejscowość Saint-Diéry, a nowa gmina przyjęła jej nazwę. 